# Красный Осовец
Красный Осове́ц (бел. Красны Асавец) — деревня в составе Следюковского сельсовета Быховского района Могилёвской области Республики Беларусь.

## История
Ранее назывался Церковный Осовец. Упоминается в 1653 году как центр войтовства Могилевской волости в Оршанском повете ВКЛ.
В 1865 году в составе Кутнянской волости Быховского уезда Могилевской губернии. В 1913 году действовала церковно-приходская школа.

## Население
- 2010 год — 78 человек